# IRIS Kharg
El IRIS Kharg fue un buque de reabastecimiento de flota clase Ol modificado de la Armada de la República Islámica de Irán, llamado así por la isla de Kharg. Construido por Swan Hunter en el Reino Unido y botado en 1977, fue entregado a Irán en 1984. Kharg fue el buque naval más grande de Irán por tonelaje hasta la puesta en servicio del IRINS Makran a principios de 2021. El 2 de junio de 2021, Kharg se incendió y se hundió cerca de la ciudad iraní de Jask, a unos 140 km del Estrecho de Ormuz, en el Golfo de Omán.

## Historia
El petrolero fue ordenado antes del estallido de la Revolución Islámica. Fue construido por el astillero británico Swan Hunter en Wallsend-on-Tyne. Se lanzó el 3 de febrero de 1977. Se completó en abril de 1980. Su incorporación a Irán no se produjo hasta 1984 debido al embargo de armas anunciado en relación con la guerra Irán-Irak.
El buque originalmente llevaba un radar de navegación Decca 1229. Se completó con el armamento de un cañón OTO Melar de 76 mm. También debía llevar dos cañones Bofors de 40 mm más. Sin embargo, fue retirado antes de que el barco fuera entregado a Irán. En 1993, el buque recibió nuevo armamento, que consistía en un cañón de 76 mm y dos cañones dobles de 23 mm. En la popa hay una zona de aterrizaje y dos hangares para hasta tres helicópteros. El sistema de propulsión constaba de dos calderas Babcock & Wilcox y dos turbinas de transmisión Westinghouse con una potencia de 26,870 shp, impulsando una hélice. La velocidad máxima alcanzó los 21,5 nudos.

## Servicio
En 2011, Kharg apoyó el viaje de buques de guerra iraníes al Mediterráneo. En 2013, visitó la República Popular China. También apoyó las operaciones contra la piratería en el Mar Arábigo y el Golfo de Adén. El 2 de junio de 2021, aproximadamente a las 2:25 hora local, se produjo un incendio en el barco. Los esfuerzos para extinguirlo no tuvieron éxito y, finalmente, la tripulación tuvo que ser evacuada. 33 personas resultaron heridas. El buque se hundió de costado y se hundió en el Golfo de Omán cerca del puerto iraní de Jask. La armada iraní perdió así el único buque de esta categoría, que era fundamental como apoyo logístico para su unidad de combate.

## Hundimiento
A las 2:25 a. m. del 2 de junio de 2021, Kharg era conocido internacionalmente por estar en llamas y se hundió cerca de Jask en el Golfo de Omán aproximadamente a las 8:30 a. m. Los 400 tripulantes fueron rescatados, y se informó que 33 resultaron heridos.  Se informó que el barco llevaba varios días en una misión de entrenamiento.. El barco se hundió en una región de vías fluviales sensibles alrededor del Estrecho de Ormuz por donde pasa alrededor del 20% del comercio mundial de petróleo, y donde ha habido acusaciones de ataques a barcos de enemigos Irán e Israel, con Israel atacando a una docena de petroleros iraníes. con destino a Siria en violación de un embargo de petróleo, desde finales de 2019, e Irán informó haber atacado barcos con minas de lapa. Irán no dio de inmediato la causa del hundimiento, pero se informó que había comenzado un incendio en la sala de máquinas del barco aproximadamente a las 11:00 a. m. del 1 de junio.  Las imágenes satelitales muestran los restos del naufragio, hundidos en aguas poco profundas, a estribor, con la parte inferior del casco por encima del agua y con gran parte del casco, el ala del puente de babor, el hangar del helicóptero y la cubierta de vuelo visibles desde arriba.